# Bipiramide pentagonale elongata
In geometria solida, la bipiramide pentagonale elongata è un solido di 15 facce che può essere costruito, come intuibile dal nome, allungando una bipiramide pentagonale attraverso l'aggiunta di un prisma pentagonale tra le sue due metà congruenti. 

## Caratteristiche
Nel caso in cui tutte le sue facce siano poligoni regolari, la bipiramide pentagonale elongata diventa uno dei 92 solidi di Johnson, in particolare quello indicato come J16, ossia un poliedro strettamente convesso avente come facce dei poligoni regolari ma comunque non appartenente alla famiglia dei poliedri uniformi.

## Formule
Considerando una bipiramide pentagonale elongata avente come facce dei poligoni regolari aventi lato di lunghezza {\displaystyle a}, le formule per il calcolo del volume {\displaystyle V}, della superficie {\displaystyle A} e dell'altezza {\displaystyle h} risultano essere:
{\displaystyle V=a^{3}\left({\frac {5+{\sqrt {5}}}{12}}+{\frac {\sqrt {25+10{\sqrt {5}}}}{4}}\right);}
{\displaystyle A=a^{2}\left({\frac {5{\sqrt {3}}}{2}}+5\right);}
{\displaystyle h=a\left(2\cdot {\sqrt {\frac {5-{\sqrt {5}}}{10}}}+1\right).}

## Poliedro duale
Il poliedro duale di una bipiramide pentagonale elongata è un bitronco pentagonale, il quale ha 12 facce: dieci trapezoidali e due pentagonali.
| Poliedro duale | Sviluppo piano del duale |
| -------------- | ------------------------ |
|                |                          |